# Karło Sabo
Karło Bartołomijowycz Sabo, ukr. Карло Бартоломійович Сабо, węg. Károly Szabó, ros. Карел Бартоломеевич Сабо, Karieł Bartołomiejewicz Sabo (ur. 1915, Austro-Węgry, zm. ?) – ukraiński piłkarz pochodzenia węgierskiego, grający na pozycji napastnika lub pomocnika, trener piłkarski.

## Kariera piłkarska

### Kariera klubowa
Uczył się w Ruskim Gimnazjum w Mukaczewo, gdzie rozpoczął grać w piłkę nożną. W 1929 roku został zaproszony do węgierskiego zespołu MSE Mukaczewo (Mukaczewskie Stowarzyszenie Sportowe), który zdobył trzy mistrzostwa Rusi Karpackiej, był jednym z najlepszych zespołów w regionie i występował słowackiej grupie drugiej ligi Mistrzostw Czechosłowacji. W 1938 roku klub zdobył prawo do walki o mistrzostwo Słowacji, ale po upadku Czechosłowacji, turniej nie odbył się. W latach 1940–1944 lat w składzie MSE Mukaczewo grał w drugiej lidze Mistrzostw Węgier, a w 1945 roku stał się jednym z organizatorów zespołu Dynamo Mukaczewo. Zespół ten został mistrzem pierwszych powojennych mistrzostw Radzieckiego Zakarpacia.

## Kariera trenerska
Karierę szkoleniowca rozpoczął po zakończeniu kariery piłkarza. Od 1946 trenował zespół Dynamo Mukaczewo, a potem Bilszowyk Mukaczewo. Od 1954 do 1955 razem z Fedorem Kurucem prowadził Spartak Użhorod. Potem powrócił do kierowania Dynamem Mukaczewo. Od 1958 do 1959 prowadził Spartak Chersoń.
Później był trenerem reprezentacji młodzieżowej Zakarpaciu, która z sukcesem występowała w turniejach republikańskich. Pod jego kierownictwem rozpoczynało drogę do wielkiego futbolu wiele wybitnych sportowców, w tym mistrz olimpijski Jożef Beca, Wasyl Turianczyk oraz wielu innych.

## Sukcesy i odznaczenia

### Sukcesy piłkarskie
MSE Mukaczewo
- finalista Mistrzostw Słowacji: 1938

### Sukcesy trenerskie
Dynamo Mukaczewo/Bilszowyk Mukaczewo
- mistrz Ukraińskiej SRR: 1947
- finalista Pucharu Ukraińskiej SRR: 1948

### Odznaczenia
- tytuł Zasłużonego Trenera Ukraińskiej SRR